# Сумо
Сумо (相撲) рвање се први пут спомиње у једном запису из 712. године, који описује како је власништво над јапанским острвима одлучено између Богова Такемиказучи и Такеминаката у рвачкој борби. Нихоншоки (хронике Јапана у појединачним записима) из 720. године датира прву борбу између смртника у 23. години п. н. е.
Сумо је настао у Јапану, јединој земљи у којој се професионално практикује и где се сматра националним спортом. Сматра се gendai budōгендај будоом, што се односи на модерне јапанске борилачке вештине, али овај спорт има историју која се протеже много векова. Многе древне традиције су очуване у сумоу, а чак и данас овај спорт укључује многе ритуалне елементе, као што је употреба соли за пречишћавање, из шинтоизма.
Живот рвача је строго уређен, а правила регулише Јапанско сумо удружење. Већина сумо рвача мора да живи у заједничком смештају за сумо обуку, познатом на јапанском као хеја, где су сви аспекти њиховог свакодневног живота - од оброка до начина облачења - диктирани строгом традицијом.
Од 2008. до 2016. године, бројне контроверзе и скандали високог профила потресли су сумо свет, са повезаним ефектом на његову репутацију и продају карата. Ово је такође утицало на способност спорта да привуче регруте. Упркос овим сметњама, популарност сумоа и општа посећеност су се опоравили због вишеструких јокозуна (или великих шампиона) по први пут у неколико година и других рвача високог профила који су привукли пажњу јавности.

### Јапански средњи век (1185-1603)
Нестанком царске централистичке власти, церемонијални дворски сумо губи на важности; а у ратничко доба Камакура некада цереморијално рвање постаје део ратничког тренинга под шогунатом. Од самураја се очекивало да се усавршавају у овој вештини (почеци  ?). Али сумо је с временом престао да буде искључиво војничка вештина/тајна, и постао је забава за масе а спонзори су обично били дајмијо (као код нас војвода или жупан). Сумо рвачи, победници који су су се борили за наклоњеност неког великаша су богато награђивани и чак подизани у статус самураја.
Велики љубитељ и мецена сумо рвања Ода Нобунага је у фебруару 1578. организовао сумо такмичење на коме је учествовало чак 1.500 сумо рвача. Да борци не би сметали једни другима изумели су округле рингове. Суматори (Дохуо) је био рођен и развијао се до 18. веку у данашњу форму.

### Едо период(1603-1867)
Пошто је је сумо у ово доба постао масовна улична тучњава и сметња у свакодневном животу, посебно у Еду (данашњи Токио), био је на кратко забрањен. Године 1684. је опет дозвољен али само на поседима манастира како је то обичај био у Кјоту и Осаки. У овом периоду је развијена и јединствена сумо организација која се састојала искључиво из професионалних бораца. Али пошто је 1868. укинут феудални систем, сумо вештина је изгубила своје најважније спонзоре и због прозападне оријентације земље, сумо постаје нешто назадно, нешто чега се требало стидети... Уз све те недаће и сумо савез се распао на више међусобно посвађаних фракција ... Права је срећа да је цар Меиџи 1884. године организовао велики сумо турнир, убрзо после тога је сумо повратио свој стари углед и популарност, али томе је највероватније помогао новонастали национализам услед успешних војних кампања против Кореје и Кине.
За разлику од осталих азијских спортова, у сумо рвању се рангови стичу и губе свака два до три месеца уколико рвач не покаже да је задржао своју форму, за разлику од нпр. карате-а у којем се звања/рангови стичу на јединственим полагањима и која се ретко када одузимају, па чак и ако се борац мизерно представи на турниру.

## Аматерски сумо
Сумо се такође практикује као аматерски спорт у Јапану, са полазницима колеџа, средњих школа, основних школа или радницима предузећа у радним тимовима. Одржавају се и отворени аматерски турнири. Спорт на овом нивоу је лишен већине церемоније. Већина нових уписа у професионални сумо су матуранти ниже средње школе са мало или без претходног искуства, али број рвача са факултетским искуством у спорту се повећава током последњих неколико деценија. Новине The International Herald Tribune су известиле о овом тренду у новембру 1999. године, када је више од трећине рвача у прве две дивизије било факултетско образовано.. Научни универзитет Нипон спорт и Универзитет Нихон су колеџи који су произвели најпрофесионалније сумо рваче. Потоњи је произвео Хирошија Ваџиму, који је 1973. постао први, и остао једини, рвач са универзитетским искуством који је стигао до јокозуне.
Најуспешнијим аматерским рвачима (обично шампионима колеџа) је дозвољено да уђу у професионални сумо у макушити (трећа дивизија) или санданме (четврта лига) уместо са самог дна лествице. Ови рангови се називају макушита цукедаши и санданме цукедаши, и тренутно су еквивалентни макушити 10, макушити 15 или санданме 100 у зависности од постигнутог нивоа аматерског успеха. Сви спортисти аматери који улазе у професионалне рангове морају бити млађи од 23 године да би задовољили пријаву, осим оних који се квалификују за макушита цукедаши или санданме цукедаши, који могу имати до 25 година.
Међународна сумо федерација је основана да подстакне развој спорта широм света, укључујући одржавање међународних првенстава. Кључни циљ федерације је да се сумо призна као олимпијски спорт. Сходно томе, аматерски турнири су подељени у категорије (мушкарци: лака до 85 kg (187 lb), средња до 115 kg (254 lb), тешка преко 115 kg (254 lb) и отворена тежина (неограничен приступ), и укључују такмичења за рвачице (лака до 65 kg (143 lb), средња до 80 kg (180 lb), тешка преко 80 kg (180 lb) и отворена тежина).
Аматерски сумо клубови добијају на популарности у Сједињеним Државама, а такмичења се редовно одржавају у већим градовима широм земље. УС Сумо Опен, на пример, одржан је у Конгресном центру Лос Анђелеса 2007. године са 3.000 гледалаца. Спорт је дуго био популаран на западној обали и на Хавајима, где је играо улогу на фестивалима јапанских етничких заједница. Сада је, међутим, спорт прешао сферу јапанске дијаспоре и спортисти долазе из различитих етничких, културних и спортских позадина.
Бразил је још један центар аматерског сумоа, који су увели јапански имигранти који су стигли током прве половине двадесетог века. Први бразилски сумо турнир одржан је 1914. године. Сумо се укоренио у имигрантским центрима у јужном Бразилу, посебно у Сао Паулу, који је сада дом јединог наменски изграђеног објекта за сумо обуку ван Јапана. Почевши од 1990-их, бразилске сумо организације су се трудиле да заинтересују Бразилце без јапанског порекла за овај спорт, а до средине 2000-их процењено је да је 70% учесника потицало изван јапанско-бразилске заједнице. Бразил је такође центар за женски сумо. Мали број бразилских рвача је прешао на професионални сумо у Јапану, укључујући Рјуко Го и Кајсеја Ичироа.